# Воїслав Видович
Воїслав «Воїн» Видович (босн. Vojislav Vidović, 16 листопада 1916 — ?) — югославський футболіст, що грав на позиції нападника. Відомий виступами за клуб «Славія» (Сараєво).

## Клубна кар'єра
Грав у складі футбольного клубу «Славія» (Сараєво), що виступав у вищому дивізіоні чемпіонату Югославії. В 1936 році став срібним призером першості. Того року команди були поділені на п'ять груп, переможці яких виходили у фінальний турнір, де мало виступати 8 команд. «Славія» попередньо не вийшла у фінальний турнір, посівши третє місце у групі. Через суперечності між клубами фінальний турнір не був проведений. Ряд сильних команд відмовились грати. Організатори вирішили розіграти титул чемпіона між клубами, що залишились за кубковою системою. У підсумку «Славія» дісталась фіналу, де поступилась команді БСК — 0:0, 0:1. На рахунку Видовича 2 матчі у кубковому турнірі. 
Фіналіст Зимового кубка 1939 року — передвісника кубка Югославії. Турнір проводився взимку 1938—1939 років. «Славія» перемогла загребські ХАШК (0:1, 3:0) і «Конкордію» (2:2, 2:0), в півфіналі 
«Граджянські» завдяки технічній перемозі, а у фіналі програла «Югославії» (1:5, 0:0). Видович зіграв у двох матчах турніру.
У сезоні 1939-1940 «Славія» стала третьою у чемпіонаті, але Видович жодного матчу у фінальному турнірі не зіграв. Завдяки третьому місцю у чемпіонаті, «Славія» отримала можливість виступити у престижному центральноєвропейському Кубку Мітропи 1940, у якому того року брали участь лише клуби з Угорщини, Югославії і Румунії, через початок Другої світової війни. У чвертьфіналі «Славія» зустрічалась з сильним угорським «Ференцварошем». В домашньому матчі команда з Сараєво сенсаційно перемогла з рахунком 3:0, завдяки двом голам найбільш відомого нападника клубу Милана Райлича і голу Бранко Шаліпура. У матчі-відповіді лідер «Ференцвароша» Дьордь Шароші, який не грав у першій грі, забив 4 голи, а його команда перемогла з рахунком 11:1 і вийшла у півфінал. 
Сезон 1940-41 грав у складі «Славії» в чемпіонаті Сербії, хоча саме місто Сараєво після окупації німецькими військами відійшло до складу Незалежної Держави Хорватія. Після 1941 року клуб «Славія» не був активним, а по закінченні війни був розформований соціалістичною владою. 

## Статистика виступів

### Статистика виступів у кубку Мітропи
| №                      | Розіграш               | Стадія                 | Дата та місце проведення | Команда 1              | Рахунок | Команда 2        | Голи |
| ---------------------- | ---------------------- | ---------------------- | ------------------------ | ---------------------- | ------- | ---------------- | ---- |
| 1                      | 1940                   | 1/4                    | 19.06.1940 Сараєво       | Славія (Сараєво)       | 3:0     | Ференцварош      |      |
| 2                      | 1940                   | 1/4                    | 23.06.1940 Будапешт      | Ференцварош            | 11:1    | Славія (Сараєво) |      |
| Всього у кубку Мітропи | Всього у кубку Мітропи | Всього у кубку Мітропи | Всього у кубку Мітропи   | Всього у кубку Мітропи | 2       |                  | 0    |

## Трофеї і досягнення
- Срібний призер чемпіонату Югославії: 1936
- Фіналіст Зимового кубка Югославії: 1939